# Csetri Elek
Csetri Elek (Torda, 1924. április 11. – Kolozsvár, 2010. január 24.) erdélyi magyar történész, 1990-től a Magyar Tudományos Akadémia külső tagja, Lingvay Klára férje.

## Élete
Miután elvégezte a középiskoláit a kolozsvári református kollégiumban, 1947-ben a Bolyai Tudományegyetemen szerzett diplomát. Rövid ideig a kolozsvári Egyetemi Könyvtárban dolgozott, illetve középiskolai tanár volt Nagybányán és Marosvásárhelyen. 1949-től a Bolyai Tudományegyetemen volt tanársegéd, lektor (adjunktus), majd a Babeș–Bolyai Tudományegyetemen előadótanár (docens), később egyetemi tanár. Cikkei a Korunk, Utunk, Művelődés, Nyelv- és Irodalomtudományi Közlemények, Igaz Szó, A Hét, Előre, Studia Universitatis Babeș-Bolyai, Acta Musei Napocensis, Anuarul Institutului de Istorie din Cluj, Limbă și Literatură, Studia et Acta Musei "Nicolae Bălcescu", Terra Nostra hasábjain jelentek meg. 1984-ben a Kőrösi Csoma Sándor-emlékéremmel tüntették ki. Az újraindított Erdélyi Múzeum-Egyesület egyik alapító tagja, a kolozsvári Kelemen Lajos Műemlékvédő Társaság tiszteletbeli elnöke. 1995–1997 között az Erdélyi Múzeum című folyóirat főszerkesztője volt.

## Munkássága
Levéltári, kézirattári és könyvtári kutatásainak tárgya Erdély 17–19. századi története, az erdélyi magyar tudománytörténet, de foglalkozott gazdaságtörténeti kérdésekkel. Sajtó alá rendezte és bevezető tanulmánnyal, jegyzetekkel látta el Wass Pál Fegyver alatt című emlékiratát (1968), Silvio Pellico (1969), Táncsics Mihály Életpályám című művét (1971), illetve Teleki Sándor emlékezéseit és válogatott levelezését (1973), Gyulay Lajos naplóját (2003). Helytörténeti tanulmányokat írt Temesvárról, Tordáról, Kolozsvárról, Zsibóról.

## Művei

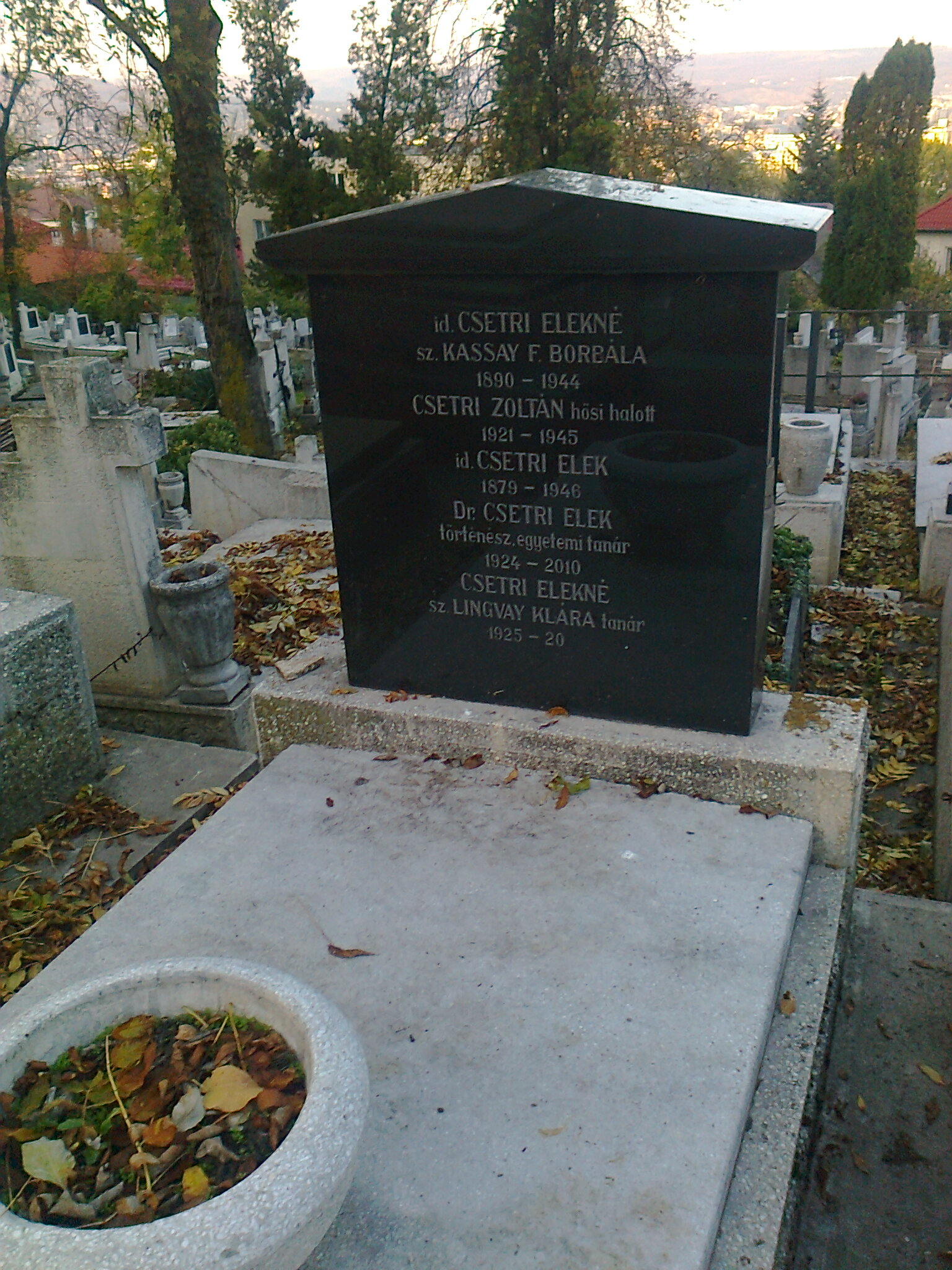
Sírja a Házsongárdi temetőben

- Imreh Istvánnal és Benkő Samuval: Tanulmányok az erdélyi kapitalizmus kezdeteiről, 1956
- Kelemen Benjámin, a haladó gazda, 1957
- Iratok az erdélyi parasztság 1831. évi mozgalmainak kérdéséhez, 1962
- Bodor Andrással együtt (szerk.): Történeti kronológia, 1976
- Kőrösi Csoma Sándor indulása, 1979
- Jakó Zsigmonddal és Tonk Sándorral: Művelődéstörténeti tanulmányok, 1979
- Imreh Istvánnal: Erdély változó társadalma 1767–1821, 1980
- Kőrösi Csoma Sándor, 1984
- Bethlen Gábor életútja; Kriterion, Bukarest, 1992
- Egyed Ákossal és Péter Györggyel: Széchenyi és Erdély, 2002
- A köz hasznára – Az ég kegyelmével, 2003
- Európa és Erdély, 2006
- Erdély az ébredő Európában. 1825–1848. Tanulmányok; Kriterion, Kolozsvár, 2009
- Kelemen Lajos élete és munkássága; sajtó alá rendezte Jánó Mihály. Erdélyi Múzeum-Egyesület kiadása. Kolozsvár, 2012